# Kennedy Nunes
Clarikennedy Nunes, conhecido como Kennedy Nunes (Joinville, 16 de janeiro de 1970), é um político, cantor e comunicador brasileiro, filiado ao Partido Liberal (PL). Foi deputado estadual em Santa Catarina por 3 mandatos consecutivos e vereador em Joinville por duas vezes. Atualmente ocupa a pasta da Secretaria de Estado da Casa Civil de Santa Catarina na gestão do governador Jorginho Mello.

## Vida pessoal
Nascido em 16 de janeiro de 1970 na Maternidade Darcy Vargas em Joinville, filho de Claribalte Nunes e Zenaide Francisco Nunes, ambos missionários da igreja Assembleia de Deus, e por esse fato residiram na Bolívia e posteriormente na Argentina por 11 anos, voltaram a residir em Joinville na metade da década de 1980, onde moram até hoje.
Kennedy Nunes faz parte do grupo musical protestante Dedos de David como harpista, há mais de 40 anos, tendo se apresentado em inúmeras cidades do Brasil e do exterior.
Casado com Sigiane Nunes desde 1992, com quem tem dois filhos, Sigian e Rhuan.
Jornalista de formação pela IELUSC, atuou em rádio e TV como operador de som, repórter, locutor e apresentador. Entre os programas de maior sucesso, conduziu “Em Defesa da Gente” uma das maiores audiências da Rádio Cultura de Joinville e “Buscando Soluções”, sucesso de audiência durante três anos na TV Brasil Esperança. Atualmente, comanda o programa evangélico Força do Amor da TVBE em Joinville, junto com seu irmão e sua esposa.

## Carreira política
Disputou sua primeira eleição para vereador em 1988, quando tinha apenas 18 anos, mas foi em 1998 que assumiu pela primeira vez uma das vagas da Câmara Municipal de Joinville, sendo reeleito em 2000 e tendo conquistado por 5 vezes consecutivas o prêmio de vereador mais atuante.
Em 1993 foi convidado pelo prefeito de Joinville na época, Wittich Freitag, para ser Secretário Municipal de Desenvolvimento Comunitário.Kennedy esteve a frente do cargo até 1996.
Concorreu a prefeito de Joinville pela primeira vez em 2004, fazendo 44.413 votos. Em 2008 concorreu novamente totalizando 52.890 votos. Em 2012, novamente se lançou candidato para prefeito. Venceu o primeiro turno, porém, no segundo turno, com 134.295 votos, acabou perdendo a eleição novamente.
Em 2006 concorreu e venceu a eleição para deputado estadual com 35.524 votos atuando assim na 16ª legislatura da ALESC. Concorreu novamente em 2010 a deputado estadual sendo eleito com 55.531 votos no total, sendo assim o candidato mais votado em Joinville, na 17ª legislatura (2011 — 2015). Nas eleições de 2014, em 5 de outubro, foi reeleito deputado estadual para a 18ª legislatura (2015 — 2019).

### Deputado estadual de Santa Catarina
Apresentou desde 2007: 444 Proposições no total, sendo 78 Indicações, 13 Moções, 24 Pedidos de Informação, 55 Projetos de Lei, 252 Requerimentos e 22 Requerimentos de Diligência.
Participou das seguintes comissões legislativas: Proteção Civil (Presidente), Segurança Pública, Direitos e Garantias Fundamentais, de Amparo à Família e à Mulher, Relacionamento Institucional, Comunicação, Relações Int. e MERCOSUL.
Entre seus principais projetos destaca-se o Programa Passaporte Digital que conta com 49 laboratórios em diversas cidades de Santa Catarina. A verba para instalação das salas veio do Fundo Social, através de subvenção requerida por Kennedy Nunes. Cada laboratório conta com cinco computadores equipados com HD de 500 gigabytes cada, tela de 20,5 polegadas, webcam e sistema Windowns original, além de impressora e softwares livres, como o Dosvox, que permite ao deficiente visual participar do curso. Outro cuidado do Projeto Passaporte Digital foi a instalação de um sistema de cadastro, obedecendo à Lei No. 14.890, de 22 de outubro de 2009, que visa a coibir a pedofilia em lans houses e locais públicos de acesso à internet.
Outro projeto de destaque é o das Regiões Metropolitanas que foi aprovado no final de 2010, provendo aos municípios um importante instrumento para o desenvolvimento regional.
Mais alguns projetos de relevância são a Lei nº 14.851 de 2009, que inclui dados sanguíneos na Carteira de Identidade emitida pelo órgão de identificação do Estado, a Lei nº 15.127, de 2010 que aumenta de 15 para 30 minutos o tempo de gratuidade aos veículos utilizados por pessoas com deficiência e a  Lei nº 15.171, de 2010, que impede as seguradoras de imporem lista de oficinas aos segurados na reparação de veículos sinistrados, além dos seguintes projetos de lei:
- O PL./0051.1/2012 que objetiva garantir as gestantes de alto risco internamento em hospitais da rede privada, com custeio pelo Estado, para o caso de constatada falta de leitos em hospitais da rede pública, e se tratar de deslocamentos iguais ou superior a 200 quilômetros.
- O PL./0004.5/2011 que institui o Sistema Estadual de Coleta Móvel de Sangue, conforme especifica.
- O PLC/0035.7/2011 que dispõe sobre os critérios de distribuição de receita do ICMS para fins de criação do ICMS Ecológico com o objetivo de beneficiar municípios na proteção e melhoria do meio ambiente.
- O PL./0482.9/2009 que autoriza o Poder Executivo a criar o Programa Município Transparente no Estado de Santa Catarina.

### Candidato a prefeito de Joinville
Sendo candidato a prefeitura em 2004 e 2008, é natural que seja candidato mais uma vez em Joinville, apostando no recall do seu nome e na sua forte atuação sempre em prol da cidade. Vem constantemente sendo apontado pela imprensa como pré-candidato do PSD na cidade.
Teve o importante apoio confirmado do deputado estadual, e segundo colocado nas eleições municipais de 2008, Darci de Matos (PSD), dando assim mais força ao projeto da eleição em Joinville.
Já apareceu como primeiro colocado na pesquisa IBOPE com 27% da preferência no primeiro cenário, 28% no segundo, 7% na espontânea, 42% contra Marco Tebaldi (PSDB) no segundo turno e 51% contra o prefeito Carlito Merss (PT) no segundo turno e apenas 6% de rejeição.
Foi para o segundo turno, disputando-o com Udo Döhler, e perdeu com 45,35% dos votos contra 54,65% do candidato do PMDB.

### Cargos e funções públicas
Kennedy assumiu os seguintes cargos:
- Secretário do Governo Wittich Freitag em Joinville - Período: 1993-1996
- Sub-Delegado Regional do Trabalho - Região Norte Catarinense - Período: 1996-1998
- Vereador em Joinville - Período: 1998-2000
- Vereador em Joinville - Período: 2000-2004
- Deputado estadual de Santa Catarina - Período: 2006-2010

- Deputado estadual de Santa Catarina - Período: 2011 a 2023